# Menemerus pulcher
Menemerus pulcher là một loài nhện trong họ Salticidae.
Loài này thuộc chi Menemerus. Menemerus pulcher được Wanda Wesołowska miêu tả năm 1999.